# Внеоборотные активы
Внеоборотные активы — разновидность имущества предприятия, раздел бухгалтерского баланса, в котором отражается в стоимостной оценке состояние этого вида имущества на отчётную дату. К внеоборотным относят активы предприятия, приносящие предприятию доходы в течение более одного года, или обычного операционного цикла, если он превышает один год. Другая часть активов предприятия — оборотные активы, приносят доход предприятию один и более раз в течение года. Соответственно, затраты на внеоборотные активы постепенно (частями) переносятся на готовую продукцию в течение полезного срока их использования.
Находящиеся во внеоборотных средствах активы на определённом этапе целиком или по частям включаются в его оборотные средства.

## Положение в России

### Состав и структура внеоборотных активов
В соответствии с Положением по бухгалтерскому учёту «Бухгалтерская отчётность организации» (ПБУ 4/99) к внеоборотным активам относятся:
1. Нематериальные активы:
  - Права на объекты интеллектуальной (промышленной) собственности
  - Патенты, лицензии, товарные знаки, знаки обслуживания, иные аналогичные права и активы
  - Деловая репутация организации
2. Основные средства:
  - Земельные участки и объекты природопользования
  - Здания, машины, оборудование и другие основные средства
  - Незавершённое строительство
3. Доходные вложения в материальные ценности:
  - Имущество для передачи в лизинг
  - Имущество, предоставляемое по договору проката
4. Финансовые вложения:
  - Инвестиции в дочерние общества
  - Инвестиции в зависимые общества
  - Инвестиции в другие организации
  - Займы, предоставленные организациям на срок более 12 месяцев
  - Прочие финансовые вложения